# NGC 6509
NGC 6509 est une galaxie spirale barrée située dans la constellation d'Ophiuchus. Sa vitesse par rapport au fond diffus cosmologique est de 1 731 ± 6 km/s, ce qui correspond à une distance de Hubble de 25,5 ± 1,8 Mpc (∼83,2 millions d'al). NGC 6509 a été découverte par l'astronome français Édouard Stephan en 1879.
La classe de luminosité de NGC 6509 est IV et elle présente une large raie HI.
À ce jour, deux mesures non basées sur le décalage vers le rouge (redshift) donnent une distance de 31,400 ± 4,525 Mpc (∼102 millions d'al), ce qui est à l'intérieur des valeurs de la distance de Hubble.

## Groupe de NGC 6509
NGC 6509 est la plus brillante galaxie d'un trio. Les deux autres galaxies du groupe de NGC 6509 sont UGC 11074 et UGC 11093.